# Liste der Monuments historiques in Baccarat
Die Liste der Monuments historiques in Baccarat führt die Monuments historiques in der französischen Gemeinde Baccarat auf.

## Liste der Immobilien
| Bezeichnung    | Beschreibung                         | Standort               | Kennzeichnung | Schutzstatus | Datum | Bild           |
| -------------- | ------------------------------------ | ---------------------- | ------------- | ------------ | ----- | -------------- |
| Kirche St-Rémy | 1954 erbaut, Architekt Nicolas Kazis | Rue de l’Église (Lage) | PA54000078    | Classé       | 2013  | weitere Bilder |

## Liste der Objekte
| Bezeichnung                                                              | Beschreibung | Standort                  | Kennzeichnung | Schutzstatus | Datum | Bild |
| ------------------------------------------------------------------------ | --- | ------------------------- | ------------- | ------------ | ----- | ---- |
| Zwei Gemälde: Sanglier pris par un équipage de mâtins und Le coup double | Ölfarbe auf Leinwand, 1886 und 1889 von Joseph-Emile Gridel; im Musée Pierre-Noël in Saint-Dié-des-Vosges ausgestellt | im Salle des Fêtes (Lage) | PM54001364    | Inscrit      | 2009  |      |
| Gemälde Gebirgslandschaft                                                | Ölfarbe auf Leinwand, Holzrahmen, 1829 von A. Godard                                                                  | in der Mairie (Lage)      | PM54001369    | Inscrit      | 2009  |      |
| Gemälde Dorfszene an der Pexure mit Baum                                 | Ölfarbe auf Leinwand, 1904 von Michel Auguste Colle                                                                   | in der Mairie (Lage)      | PM54001370    | Inscrit      | 2009  |      |
| Gemälde Weg über einem Tal                                               | Ölfarbe auf Leinwand, Holzrahmen, 1835 von A. Godard                                                                  | in der Mairie (Lage)      | PM54001374    | Inscrit      | 2009  |      |
| Vier Kronleuchter und sechs Wandleuchter                                 | Kristallglas, Manufaktur Baccarat, um 1925                                                                            | in der Mairie (Lage)      | PM54001366    | Inscrit      | 2009  |      |
| Gemälde Birkenwald im Herbst                                             | Ölfarbe auf Leinwand, Holzrahmen, um 1903 von Charles Pecatte                                                         | in der Mairie (Lage)      | PM54001367    | Inscrit      | 2009  |      |
| Gemälde Gischt                                                           | Ölfarbe auf Leinwand, Holzrahmen, um 1910 von Charles Pecatte                                                         | in der Mairie (Lage)      | PM54001368    | Inscrit      | 2009  |      |
| Zwei Kronleuchter und zwei Wandleuchter                                  | Kristallglas, Manufaktur Baccarat, um 1925                                                                            | im Salle des Fêtes (Lage) | PM54001365    | Inscrit      | 2009  |      |
| Gemälde Ruinen der Kirche Saint-Rémy                                     | Ölfarbe auf Leinwand, Holzrahmen, August 1914 von Michel Auguste Colle                                                | in der Mairie (Lage)      | PM54001376    | Inscrit      | 2009  |      |
| Gemälde Drei Birken in einem Sumpf                                       | Ölfarbe auf Leinwand, Holzrahmen, um 1903 von Charles Pecatte                                                         | in der Mairie (Lage)      | PM54001371    | Inscrit      | 2009  |      |
| Gemälde Badende                                                          | Ölfarbe auf Leinwand, Holzrahmen, um 1875 von Eugène Hallion                                                          | in der Mairie (Lage)      | PM54001372    | Inscrit      | 2009  |      |
| Gemälde Ufer                                                             | Ölfarbe auf Leinwand, Holzrahmen, um 1875 von Eugène Hallion                                                          | in der Mairie (Lage)      | PM54001373    | Inscrit      | 2009  |      |
| Gemälde Champigneulles                                                   | Ölfarbe auf Leinwand, Holzrahmen, 1913 von Michel Auguste Colle                                                       | in der Mairie (Lage)      | PM54001375    | Inscrit      | 2009  |      |
| Gemälde Wasserfall                                                       | Ölfarbe auf Leinwand, Holzrahmen, um 1910 von Charles Pecatte                                                         | in der Mairie (Lage)      | PM54001377    | Inscrit      | 2009  |      |
| Gemälde Die Kirche Saint-Rémy vor ihrer Zerstörung 1944                  | Aquarellfarbe auf Papier, Holzrahmen, 1947                                                                            | in der Mairie (Lage)      | PM54001378    | Inscrit      | 2009  |      |
| Gemälde Die Kirche Saint-Rémy nach ihrer Zerstörung 1944                 | Aquarellfarbe auf Papier, Holzrahmen, 1947                                                                            | in der Mairie (Lage)      | PM54001379    | Inscrit      | 2009  |      |
| Gemälde Waldlandschaft                                                   | Ölfarbe auf Leinwand, Holzrahmen, um 1910 von Charles Pecatte                                                         | im Bâtiment Haxo (Lage)   | PM54001380    | Inscrit      | 2009  |      |